# Ghayath Almadhoun

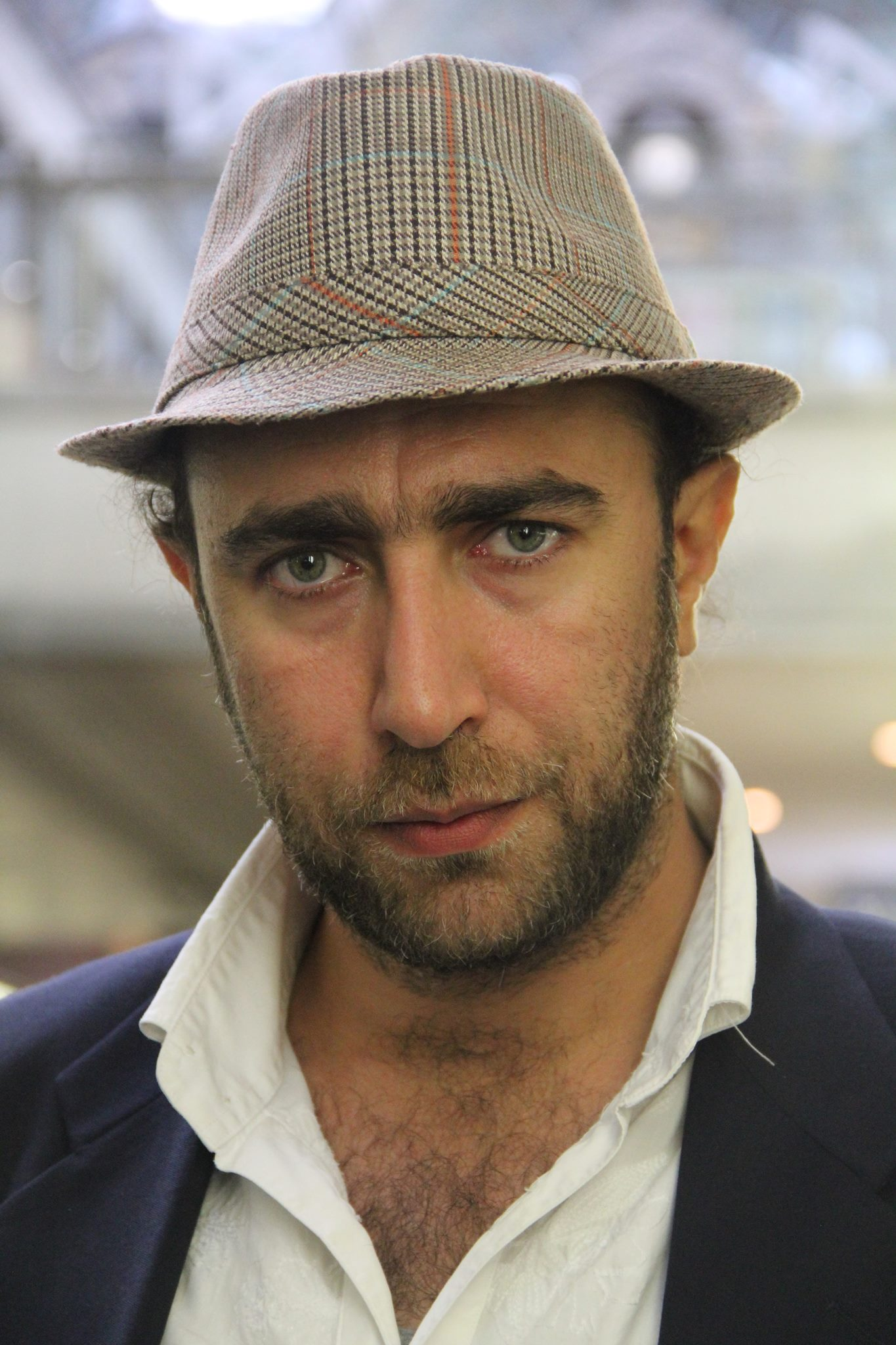
Ghayath Almadhoun (2016)

Ghayath Almadhoun (arabisch غياث المدهون, DMG Ġiyāṯ al-Madhūn; geboren 19. Juli 1979 in Damaskus) ist ein palästinensisch-schwedischer Schriftsteller.

## Leben
Ghayath Almadhoun wuchs als Kind palästinensischer Emigranten in Syrien auf. 2008 wanderte er nach Schweden aus, wo er seither arbeitet. Er erhielt die schwedische Staatsbürgerschaft. Heute lebt er in Berlin / Stockholm.
Er hat vier Gedichtbände auf Arabisch veröffentlicht und seine Werke wurden in Dutzende von Sprachen übersetzt. Almadhoun hat mit anderen Dichtern und Künstlern zusammengearbeitet und seine Gedichte waren unter anderem Teil der Arbeiten der US-amerikanischen Künstlerin Jenny Holzer und der deutschen Musikerin Blixa Bargeld.
In seiner Wahlheimat Schweden hat er zwei Bücher veröffentlicht, darunter „Till Damaskus“ in Zusammenarbeit mit der schwedischen Lyrikerin Marie Silkeberg. Die englische Übersetzung von „Adrenalin“ (Action Books 2017) stand in den USA vier Monate auf der Liste der „SPD Poetry Bestseller“ und 2018 auf der Longlist für den „Best Translated Book Award“. Sein erstes Buch in deutscher Übersetzung, „Ein Raubtier namens Mittelmeer“ (Arche 2018), erreichte Platz 1 der „Litprom Bestenliste – Sommer 2018“. 
Er wurde mit dem einjährigen Stipendium des DAAD-Künstlerprogramms in Berlin ausgezeichnet. Zuletzt wurde sein Poesiefilm Évian mit dem Zebra Best Poetry Film Award 2020 ausgezeichnet.

## Werke (Auswahl)
- قصائد سقطت سهواً (Qasaed sakatat sahwan), Arabic Writers Union i Damaskus 2004
- كلما اتسعت المدينة ضاقت غرفتي (Qulama itasaat al Medina daqat ghorfati), Damascus as Cultural Capital for Arabic Culture 2008
- Asylansökan. Stockholm : Ersatz, Stockholm 2010 (Übersetzung ins Schwedische)
- لا أستطيع الحضور (La astatiou alhudour), Arab Institute for Research and Publishing in Beirut and Amman 2014
- Weg van Damascus, Uitgeverij Jurgen Maas, Amsterdam 2014
- Till Damaskus, mit Marie Silkeberg. Albert Bonniers, Stockholm 2014, ISBN 9789100138271 (sv)
- أدرينالين (Adrenalin), Almutawassit, Milano 2017. Second Edition 2018
- Ik hier jij daar, Uitgeverij Jurgen Maas, Amsterdam 2017 (mit Anne Vegter)
- Adrenalin, übersetzt ins Englische von Catherine Cobham, Action Books, USA, 2017
- Ein Raubtier namens Mittelmeer. Gedichte. Übersetzung Larissa Bender. Arche Literatur Verlag, Zürich und Hamburg 2018, ISBN 978-3-7160-2768-4

## Auszeichnungen
- 2005 Almazraa prize
- 2008 Damascus Arab Capital of Culture for Young Writers Prize
- 2012 Klas de Vylders prize
- 2019 The DAAD Artists-in-Berlin Program award scholarship (Berliner Künstlerprogramm des DAAD)
- 2020 Best Poetry Film 2020 - ZEBRA poetry film festival